# Békéscsaba városrészei

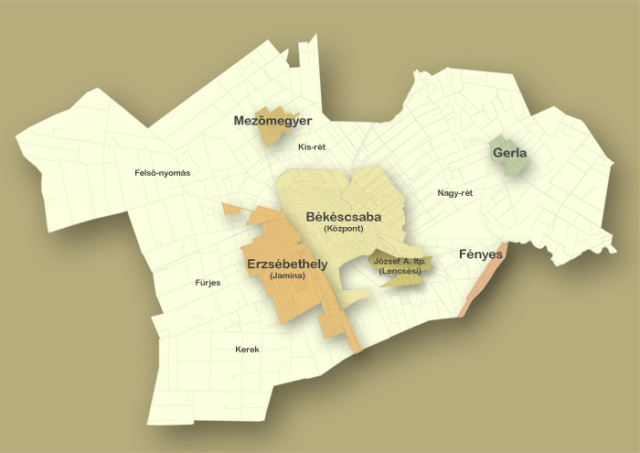
Békéscsaba városrészei térképen

Békéscsabának hivatalosan 6 különálló városrésze van az önkormányzat beosztása alapján, ezek nagy részben összhangban vannak a természeti-társadalmi és történelmi adottságokkal. A 6 városrész közül 3 teljesen különálló, a törzsterülettől távolabb fekvő terület (Fényes, Gerla, Mezőmegyer), míg a másik három zárt beépítésű, egységes terület (Békéscsaba belvárosa, Lencsési lakótelep, Erzsébethely).

## Belváros
A város tulajdonképpeni magja, törzsterülete. Már a középkor óta lakott, nagy népsűrűségű, városiasodott, fejlett terület. Itt található a legtöbb közintézmény, látnivaló, műemlék. A szűken vett belváros inkább szolgáltató, üzleti funkciókat lát el, míg kifelé haladva egyre erősödik a lakóterületi jelleg. Az iskolázottság, foglalkoztatási szerkezet, közlekedés itt a legkedvezőbb az összes városrész közül. Ebben a városrészben, egymás mellett található a vasútállomás és az autóbusz-pályaudvar.

## Erzsébethely
Erzsébethely, vagy másik, gyakrabban használt nevén Jamina, a város nyugati, kertvárosias jellegű lakónegyede. 1890-ig önálló település volt, ezután egyesítették a megyeszékhellyel. A településrész a város egyik kevésbé fejlett, mezőgazdasági jellegű, elöregedő területe, nem túl jó közlekedési struktúrával.

## Fényes
Fényes a város egyik kicsiny, keleti irányban fekvő része, amely már túl esik a zárt beépítettségű zónán. Alig pár utca alkotja, teljesen falusias kinézetű kép jellemzi. Lakossága is igen szerény mértékű, az infrastruktúra is elmaradott állapotban van.

## Gerla
Gerla egy északkeleti irányban elhelyezkedő településrésze Békéscsabának, amely mára elég közel került a városhoz, lévén, hogy a Dobozi út mellett kialakuló és terjeszkedő új villanegyed több kilométerre kihúzódott a város egykori határából. Így Gerlán is egyre több új ház épül, habár még nagyjából megőrizte az egykori vidékies, falusias látképét. Jó közlekedési helyzetben van és egy kastély is növeli vonzerejét.

## Lencsési lakótelep
A város legnagyobb lakótelepe, a Lencsési (másként József Attila lakótelep), amelyet a 70-es években kezdtek építeni. Rendezett külsejű, igen jó életminőségű lakótelepnek számít, jó közlekedési helyzettel, amit erősít, hogy nem túl messzire helyezkedik el a város központjától délkeleti irányban. Két iskola, valamint számos más intézmény és szolgáltatási egység jelzi a szolgáltató szektor magas arányát.

## Mezőmegyer
A megyeszékhelytől északi irányban fekvő Mezőmegyer szintén falusias jellegű, nyugodt hangulatú városrész, amit az utóbbi években a kiköltözők egyik fontos célállomása lett. A nem túl jómódú békéscsabaiak közül sokan költöznek ide ki a könnyebb megélhetés és jobb lakáskörülmények érdekében. Mivel közlekedése is igen jó, ezért az elmúlt 30 évben fokozatosan emelkedett a lakossága.